# Robert Van Tonder
Robert Van Tonder (1923-1999) était un commerçant sud-africain qui militait pour le droit des Afrikaners à disposer de leur propre territoire, le Boerstaat et pour la reconnaissance de l'afrikaans comme seule langue officielle de cet État, pour cela il fonda en 1986 le Boerestaat Party. Il était rédacteur au journal Die Stem et président de plusieurs organisations culturelles dont l'Afrikaanse wenaksie (AWA). Il s'est suicidé dans sa propriété de Randburg en août 1999 d'une balle dans la tête en laissant une note expliquant qu'il ne supportait plus la douleur du cancer. Il était marié et père de six enfants.

## Le Boerstaat (Die Boerstaat)
Robert Van Tonder était un ennemi déclaré de toutes les doctrines qui visent à grouper différents États en des structures uniques et croyait fermement que la seule solution viable était l'établissement d'États de moindre importance mono-ethnique. L'objectif de Robert Van Tonder pour l'État Boer était qu'il soit formé du Transvaal, de l'État libre d'Orange et le Vryheid moins les territoires à majorité Bantous de ces provinces qui auraient été alors cédés aux États noirs nouvellement créés.
Son ambition après avoir défini ces frontières était la mise en place d'une politique d'échange de population entre Bantous et Boers de façon que chaque peuple puisse vivre et s'épanouir selon ses propres besoins sur son propre territoire. Van Tonder était ethno-differencialiste et donc pensait que chaque peuple avait droit à la différence et qu'aucune culture ou race n'était supérieurs aux autres.
Robert Van Tonder était aussi désireux de vivre en bonne entente avec ses voisins et comme il l'écrivait lui-même « d'aider à la naissance d'un ensemble d'États harmonieux, stables et viables ».
En 1959 il appliqua cette doctrine lors de l'établissement de la ville de Randburg au nord de Johannesburg qui passa ainsi de 3 000 habitants en 1959 à plus de 80 000 habitants en 1977 et 220 000 habitants en 2000.